# تپه کربلائی محمد کلاته
تپه کربلائی محمد کلاته مربوط به دوران پیش از تاریخ ایران باستان است و در شهرستان شاهرود، روستای کلاته خان واقع شده و این اثر در تاریخ ۵ آذر ۱۳۸۰ با شمارهٔ ثبت ۴۲۵۱ به‌عنوان یکی از آثار ملی ایران به ثبت رسیده است.